# Kazimierz Pietroń
Kazimierz Pietroń (ur. 27 stycznia 1923 w Godowie, zm. 25 września 2020 w Lublinie) – polski lekarz, profesor radiologii i działacz polityczny związany z Lublinem. 

## Życiorys
W 1938 podjął naukę w Liceum Ogólnokształcącym im. Stanisława Staszica, w czasie II wojny światowej uczestniczył w tajnym nauczaniu, ostatecznie uzyskując świadectwo dojrzałości w Liceum Biskupim w 1947. W latach 1947–1952 studiował na Wydziale Lekarskim Akademii Medycznej w Lublinie. Po ukończeniu studiów był zatrudniony jako asystent w Zakładzie Radiologii (1952–1962), adiunkt (1962–1969), kierownik Zakładu Radiologii (1955–1993) oraz wicedyrektor Instytutu Radiologii Akademii Medycznej (1976–1984). W 1968 uzyskał habilitację, w 1983 tytuł profesora nadzwyczajnego, a w 1990 zwyczajnego. W latach 1984–1990 pełnił obowiązki prorektora Akademii Medycznej ds. nauki. 
Działał społecznie jako m.in. przewodniczący Komisji ds. Radiologii w Województwie Zamojskim (1978–1995). Był wieloletnim działaczem Stronnictwa Demokratycznego. W 1964 założył jego koło na Akademii Medycznej, będąc jego długoletnim przewodniczącym. Przez szereg lat był wiceprzewodniczącym Miejskiego i Wojewódzkiego Komitetu SD oraz członkiem Centralnego Komitetu. Przewodniczył Zespołowi ds. Nauki, Oświaty i Postępu Technicznego CK SD. Bez powodzenia ubiegał się o mandat senatorski w wyborach 1993 z ramienia SD. 

## Odznaczenia[2]
- Krzyż Kawalerski Orderu Odrodzenia Polski,
- Złoty Krzyż Zasługi,
- Krzyż Walecznych,
- Krzyż Partyzancki,
- Medal za udział w walkach o Berlin,
- Medal „Za zasługi dla obronności kraju”,
- Odznaka honorowa „Za wzorową pracę w służbie zdrowia”,
- Odznaka „Za zasługi dla miasta Lublina”